# 斯塔瑟 (烏克蘭)
51°37′16″N 31°25′25″E / 51.62111°N 31.42361°E

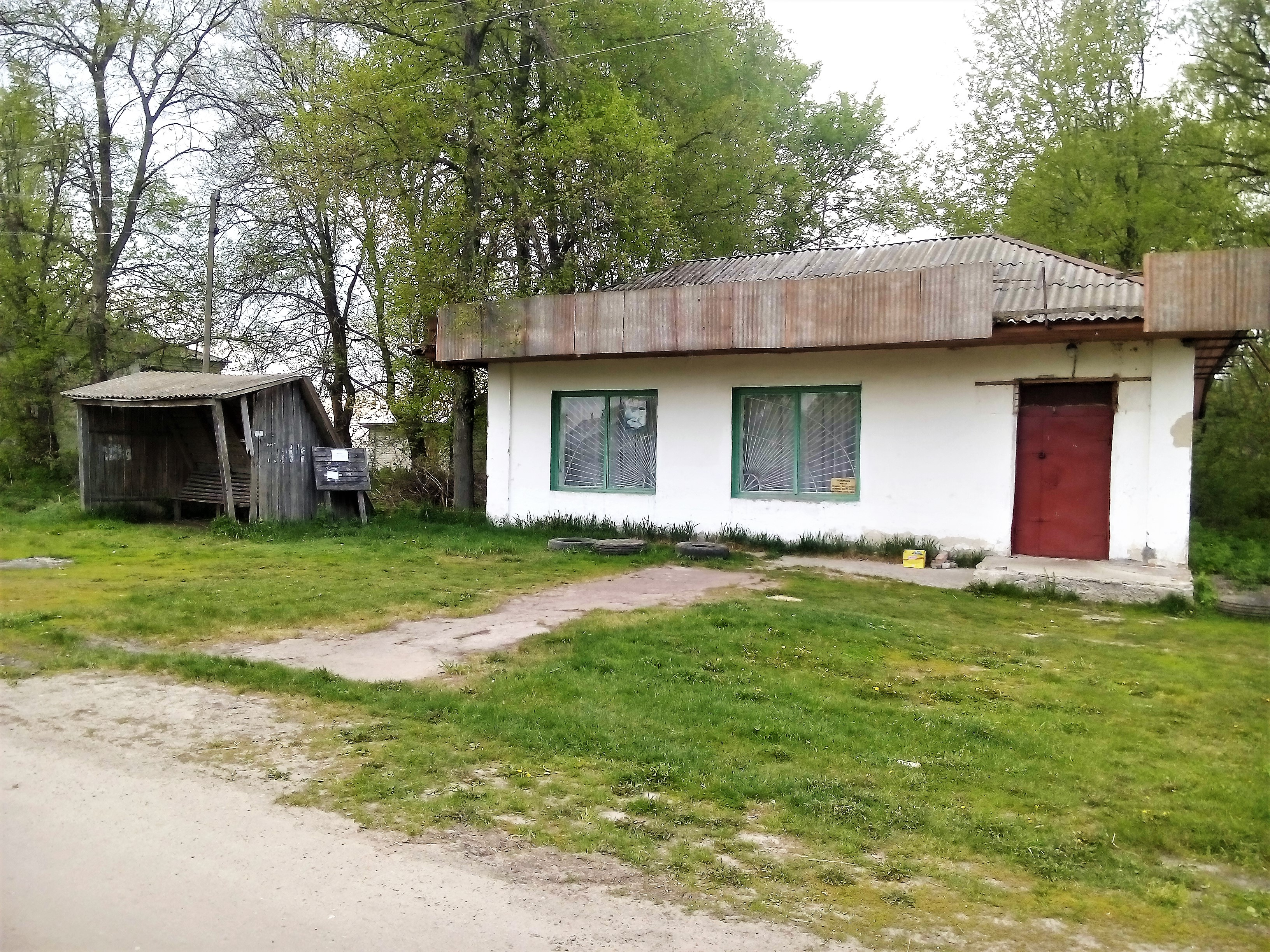
斯塔瑟

斯塔瑟（烏克蘭語：Стаси），是烏克蘭北部切爾尼希夫州切爾尼希夫區基塞利夫卡市镇的村落。始建於1666年，面積0.53平方公里，海拔高度114米，2001年人口134，人口密度每平方公里250.9人。